# Hannah Myers
Pour les articles homonymes, voir Myers.
Pas d'image ? Cliquez ici

a Compétitions nationales et continentales officielles uniquement.

b Matchs officiels uniquement.
Dernière mise à jour le 10 avril 2025.
Hannah Porter, née Hannah Myers, est née le 28 septembre 1979 à Auckland (Nouvelle-Zélande). C'est une joueuse néo-zélandaise de rugby à XV, occupant principalement le poste de centre. Elle représente l'équipe de Nouvelle-Zélande entre 2000 et 2008.

## Biographie
Hannah Myers fait ses débuts internationaux en 2000.
Elle remporte la Coupe du monde à deux reprises, en 2006 et 2010.
Après avoir été la manager des sélections néo-zélandaises feminines à sept et à XV pendant plusieurs années, elle est nommée responsable du rugby féminin au sein de la fédération néo-zélandaise en novembre 2022.

## Palmarès
- 22 sélections en équipe de Nouvelle-Zélande.
- 166 points
- Championne du monde en 2002 et 2006.